# Tinel Petre
Tănase Tinel Petre (n. 4 martie 1974) este un jucător de fotbal român care s-a retras din activitate în 2005. A jucat la echipe ca FC Național București, Dinamo București, FC Brașov, FC Argeș Pitești, Politehnica Iași.